# Маркова (Горноуральський міський округ)
Ма́ркова (рос. Маркова) — присілок у складі Горноуральського міського округу Свердловської області.
Населення — 75 осіб (2010, 97 у 2002).
Національний склад станом на 2002 рік: росіяни — 85 %.